# Bataille de Ponte Ferreira
Guerre civile portugaise
Batailles
- Coruche
- Vila da Praia (navale)
- Porto
- Ponte Ferreira
- Souto Redondo
- Cap Saint-Vincent (navale)
- Alcácer do Sal
- Pernes
- Almoster
- Sant’Ana
- Asseiceira

La bataille de Ponte Ferreira est une bataille de la guerre civile portugaise qui oppose le 23 juillet 1832 les troupes libérales et les troupes absolutistes de Michel Ier de Portugal au lieu-dit de Ponte de Ferreira, dans la paroisse de Campo, municipalité de Valongo au Portugal. Elle s'inscrit dans le siège de Porto. 
Le combat se tient autour d'un vieux pont en granit par lequel l'armée libérale envisage de traverser la rivière Ferreira. L'armée de Michel Ier est constituée de près de 15 000 hommes alors que l'armée libérale en compte 6 000.    
Outre l'artillerie, l'infanterie et la cavalerie portugaise, deux bataillons de mercenaires au service de Pierre de Portugal, l'un anglais, l'autre français, participent à cette bataille.  
L'action débute le 17 juillet, avec de brèves escarmouches entre les deux armées dans les monts environnants et dans les rues de Valongo. Le 22 juillet, l'armée libérale reçoit l'ordre d'attaquer l'armée de Michel Ier qui se trouve installée en ligne de bataille sur les monts situés devant les habitations de Granja, paroisse de Gandra, sur la marge opposée du Ferreira, paroisse de Paredes.  
Les troupes absolutistes sont positionnées sur une ligne allant jusqu'à Terronhas, paroisse de Recarei, municipalité de Paredes. L'extrémité droite de la ligne touche la rive gauche de la rivière, à Balselhas, et est formée par la 3e brigade avec deux esquadrons de cavalerie et une pièce d'artillerie. L'armée est protégée par une colline abrupte. 
Entre les deux armées se trouve la rivière Ferreira, qui ne peut être traversée que par un vieux pont de granit au lieu-dit de Ponte de Ferreira. Le matin du 23 juillet, l'armée libérale reçoit l'ordre de le traverser. Durant plus de 12 heures, les deux armées s'affrontent autour de ce pont sans qu'aucune ne prenne l'avantage, tout en déplorant nombre de morts et de blessés. La bataille tourne pourtant à l'avantage des absolutistes, ceux-ci empêchant les troupes libérales d'atteindre leurs objectifs.

## Référence
- (pt) Cet article est partiellement ou en totalité issu de l’article de Wikipédia en portugais intitulé « Batalha de Ponte Ferreira » (voir la liste des auteurs).

1. 1 2 3 4  Bollaert, p.36